# باري ريد (محامي)
باري ريد (بالإنجليزية: Barry Reed)‏ هو محامي أمريكي، ولد في 28 يناير 1927، وتوفي في 19 يوليو 2002.

## وصلات خارجية
- باري ريد على موقع IMDb (الإنجليزية)
- باري ريد على موقع قاعدة بيانات الفيلم (الإنجليزية)